# Versus Vandalici
Versus Vandalici je prva posvetna pesem v prekmurščini, ki jo je David Novak napisal 16. februarja, 1774. Novak je bil dijak evangeličanskega liceja Bratislava na Ogrskem (danes Slovaška). Versus Vandalici je bil znanilec prekmurske posvetne lirike. Kasneje pol stoletja Jožef Košič je ustvarjal resnično prekmursko posvetno liriko.

## Naslov
V naslovu ime vandal sklicevanje na Slovence (Prekmurce). Prvo imenovanje Prekmurskih Slovencev, kot vandal je bilo v 16. stoletju, ko so tiskali v Dolnji Lendavi obrednik v latinščini (Agenda Vandalica). Slovenci in Nemci so starejši stanovalci v Karpatskem bazenu, zato Madžari tako so vidli, da Nemci boljše poznajo izvir Slovencev med Muro in Rabo. Ime Prekmurcev je bilo Wendisch, Windisch v nemškem jeziku. Iz tega je zahteval, da je to pride iz imena Vandal. Latinska in znanstvena dela so uporabljali na Prekmurce ime vandali, vandalicus. Prekmurci v maternem jeziku samo Slovenski, Slovenci so rekli. Torej Versus Vandalici je Slovenska pesem.

## Zgodovina
Novak je bil 17 letni dijak v liceju, ko je napisal pesem. Na pusta je bila namreč navada, da so tedaj in še kdaj dijaki pripravili verzificirano besedilo. Nekoč latinske pesmi so pisali, ampak v času reformacije in razsvetljenstva že v maternem jeziku. V liceju študirali so tudi Madžarski, Slovaški, Nemški, Slovenski, ali Hrvaški dijaki, zato vse pisali pesmi v svojem jeziku.
Na ta način so se praktično urili v verzifikaciji, katere klasične latinske in sodobnejše klasicistične oblike so teoretično spoznavali pri pouku. Hkrati so vadili javno nastopanje in skozi verzificirane predstavite pobliže sošolce in okolja, iz katerih so izhajali.
Versus Vandalici je bil v knjižničnem arhivu shranjena skupaj s pesmijo slovaškega sošolca Jana Podhradska (Versus slavici).

## Besedilo
Poszlühne da eszi proszim vasz GOSZPODA,

ka bom vam jasz pravo od toda národa,

Steri vzimi vhi'zi pr petsi sze gloda,

ar ga mraz mentüje od vszakoga hoda.

V zimenszkom vreimeni páver szi zgutsáva,

od szvojih sztarissih on prpovidáva,

med gyesztyami szidi ne boji ga gláva

ino tak zdremlenyom on sztrahe odáva.

Tak pravi meo szem jasz jedrnu mamitzu,

Ali mrla mi je mam za nyou Katitzu,

Vzeo szam szi sztrelitzu znyou szam bojou ftitzu,

Mama szu szküali prav dobru 'zupitzu.

Nejde on vörte mi vets na njive s zpüglom,

ka bi se obratsao szvoim friskem tzügom,

liki vleti goni eden priton drügom,

tsa szarvas haj red'za 'züle draple sztrügom.

Kae pa moj otsadelau vSzent-Gothardi,

Dare je meo pune fsze fplündre tokvardi,

Noszou je okoulik tam otetz na dardi,

Török Basse glávo novtze v Salavardi.

Te je dobre bilou na szvéti 'ziveti,

Mogou jete tslovik dosta pénesz meti,

Nei je meo nevouli ni vzimi ni vleti,

Vbibor, vbarsonszki gvant mogoú je odeti.

Meo je moj sztari ded prav tütsnoga brava,

Tak je biu veliki, kako divgya krava,

Seszt tzentov je vagao meo je gyetra zdrava,

Dosta bilou dobra ali zima prava.

I zdaj tak delámo, pri ogni szidimo,

K fassanki szprávlati tüdi sze hitimo,

Dosta gostüvanyau rediti vidimo

I tak tzélo zimo veszelo dr'zimo.
Pesem ima osem kitic in vsak je štirivrstno. Novak je upesnil mirno življenje svoje podeželske skupnosti v zimskem času. Pri tem je pesniško pripoved vtkal podobo kmeta, ki si zimski čas krajša s pripovedovanjem o starih časih in o prednikih, nanizal je tudi nekaj zgodovinskih in etnografskih izpiskov. To je napr. monošterska bitka (Török Basse glávo novtze v Salavardi… vSzent-Gothardi). Pri Monoštru (Szentgotthárd), 1664 krščanska vojska je zmagala Osmane, ki so razdreli tudi Slovensko okroglino (Prekmurje in Porabje). V takšni aluziji vrni pesem tisti spomin.
Vse te motive pa je povezal z žanrsko značilnim izpostavljanjem prednosti kmečkega (páverska) življenja in opevanja mirnega, brezskrbnega vaškega življenja po klasicističnih vzročih grške in latinske arkadijske in bukolične poezije. Tako je v poznobaročnem duhu tistega časa nastala obsegajoča družabno zabavna rokojska pesem, v kateri je mladi dijak, opirajoč se na panonsko verzifikacijo izročilo, v modnem pesniškem obrazcu izrazil delček življenja svoje slovensko okroglinske skupnosti.